# O zi din viața lui Ivan Denisovici
O zi din viața lui Ivan Denisovici (în rusă Один день Ивана Денисовича, transliterat: Odin den' Ivana Denisovicea) este un microroman pe care autorul, scriitorul rus Aleksandr Soljenițîn, l-a publicat prima dată în URSS, în noiembrie 1962 în revista Novîi Mir (Lumea nouă). A apărut mai apoi și în volum, fiind publicat cu aprobarea lui Nikita Hrușciov care, în acea perioadă, susținea o campanie de demascare a ororilor din lagărele staliniste.
În limba română a apărut pentru prima dată în anul 1991, la editura Quintus în traducerea lui Sergiu Adam și Tiberiu Ionescu, iar apoi a fost reeditat de editura Humanitas sub traducerile Ninei Grigorescu (ediția 2000, 2013 și 2020) și Adrianei Liciu (ediția 2022).

## Rezumat
Acțiunea microromanului are loc în anul 1951, într-un lagăr de muncă din Siberia, unde Ivan Denisovici Șuhov, un om simplu, fără educație, își ispășește pedeapsa de 10 ani de muncă forțată. Autorul ilustrează întâmplările unei singure zile, de dimineața de la „deșteptarea” de la ora 5.00 și până la „stingere” și culcare, o zi de iarnă în Siberia, când temperatura atinge -30° C, iar deținuții trebuie să meargă la lucru în câmp deschis să construiască chiar lagărul în care sunt închiși. Deoarece nu se simte bine, Ivan Denisovici întârzie la apelul de dimineață și este pedepsit să stea la carceră. Are noroc și-n loc de carceră merge să spele podelele în camera de gardă, apoi la masă reușește să facă rost de un terci în plus, inspecția nu-i găsește lama ascunsă, are cu ce să-și cumpere tutun și nu se îmbolnăvește mai tare. Concluzia zilei este: „trecuse o zi senină, aproape fericită”.
Unul din personajele romanului este inspirat de fostul deținut politic Nicolae Țurcanu, care a fost coleg cu Soljenițîn.